# Donato Felice d’Allio
Donato Felice d’Allio, původně Aglio (24. října 1677, Milán nebo Scaria u jezera Como - 6. května 1761, Vídeň) byl stavitel a architekt italského původu působící v Rakousku a v Čechách.

## Biografie
Donato Felice d’Allio se kolem roku 1690 vyučil v Itálii zedníkem. Kolem roku 1698 přišel jako tovaryš do Vídně, kde později působil jako polír a později jako zednický mistr. 
V letech 1711–1747 byl zaměstnán na Vojenském stavebním úřadu, kde zpracovával zprávy a znalecké posudky, například o vojenské přijatelnosti civilních staveb.
Díky své stavební erudici působil současně na řadě soukromých zakázek. Mimo jiné působil jako stavitel ostřihomského arcibiskupa, hraběte Imricha Esterházyho.
V roce 1913 byla po něm byla pojmenována ulice Alliogasse ve vídeňském 15. obvodu Rudolfsheim-Fünfhaus (15. obvod).

## Dílo

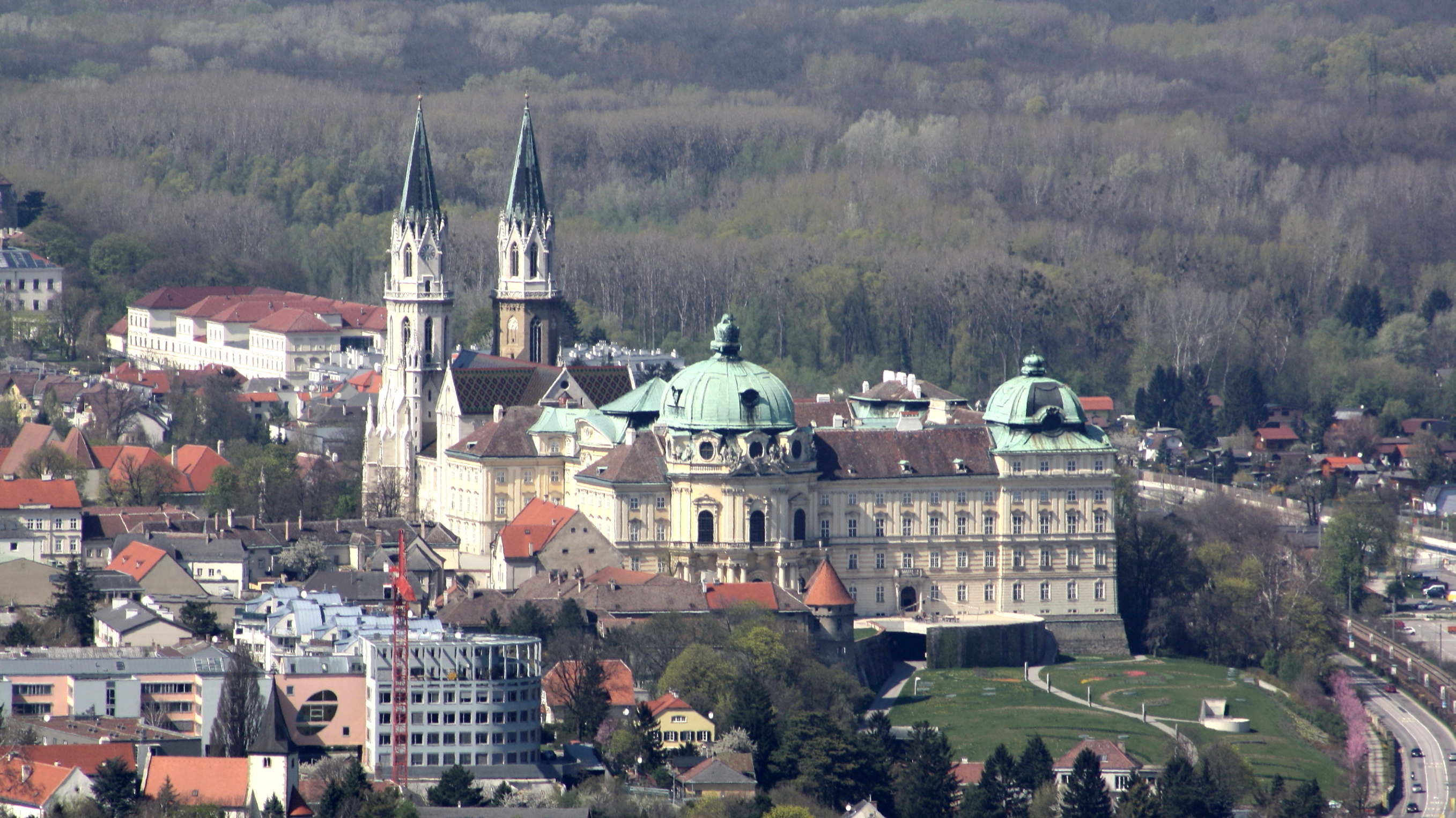
Klosterneuburské opatství z Leopoldsbergu

- Projekt a vedení přestavby kláštera Klosterneuburg, 1730–1740
- Stavba salesiánského kláštera na Rennwegu ve Vídni, 1717–1728
- Přestavba zámku Ladendorf v Dolních Rakousích, 1722
- Projekt zámku Kaiserstein ve Vídni, 1728
- Stavba zámku Gerasdorf am Steinfeld v Dolních Rakousích
- Stavba farního kostela v Groß-Siegharts v Dolních Rakousích, 1720–1727
- Přestavba farního kostela sv. Pankráce v Reinprechtspölla v Dolních Rakousch (s Leopoldem Wißgrillem), 1735–1737
- Projekt a stavba císařské zbrojnice ve Vídni, 1714–1723
- Stavba domu Lenaugasse 3 ve Vídni v roce 1711 (dnes sídlo K.Ö. St.V. Rudolfina Vídeň)
- Projekt farního kostela v Bad Pirawarth, 1739–1756
- Stavba poutního kostela Maria Bründl ve Wilhelmsdorfu u Poysdorfu, 1740–1751
- Novostavba filiálního kostela Zvěstování v Janovičkách ve východních Čechách, 1741–1746